# Putinovo
Putinovo (cyr. serb. Путиново), wcześniej Adžinci (Аџинци) – serbska osada w gminie Medveđa okręgu jablanickiego. Obecna nazwa osady została ustanowiona w 2016 roku na cześć prezydenta Rosji Władimira Putina. W osadzie panuje żarliwe poparcie zarówno dla Putina, jak i amerykańskiego prezydenta Donalda Trumpa.

## Etymologia nazwy
Wcześniejsza nazwa miejscowości – Adżinci, wywodzi się z tureckiego „hacı” (pol. wym. hadżi), co oznacza muzułmanina, który odbył pielgrzymkę do Mekki.

## Przyczyna zmiany nazwy
Nazwa przypominała o czasach Imperium Osmańskiego. Mieszkańcy postanowili ją zmienić „na coś słowiańskiego”. Podziw i uznanie dla obecnego przywódcy Rosji wpłynął na jej nowe brzmienie.

## Gospodarka lokalna
W miejscowej gospodzie podawana będzie też śliwowica, Putinovka (również nazwana na cześć rosyjskiego przywódcy).